# Christoph Stollenwerk
Christoph Stollenwerk (* 30. Juni 1935 in Koblenz; † 18. Dezember 2024) war ein deutscher Jurist, Verwaltungsbeamter und Politiker (CDU).

## Leben und Beruf
Nach dem Besuch der Volksschule und der Gymnasien in Koblenz, Ahrweiler und Boppard, an dem er 1954 das Abitur ablegte, studierte Stollenwerk Rechts- und Staatswissenschaften an den Universitäten in Bonn, München und Mainz. Er bestand das erste juristische Staatsexamen, absolvierte sein Referendariat im Bezirk des Oberlandesgerichts Koblenz und besuchte gleichzeitig die Hochschule für Verwaltungswissenschaften in Speyer. Sein Studium schloss er 1960 mit der Promotion zum Dr. jur. sowie mit dem zweiten juristischen Staatsexamen ab.
Stollenwerk trat Anfang der 1960er-Jahre in den Staatsdienst ein, arbeitete zunächst beim Oberverwaltungsgericht Koblenz und war von 1962 bis 1964 im Bau- und Wasserrechtsreferat der Koblenzer Bezirksregierung tätig. Er wechselte 1964 in die Gesetzgebungsabteilung des rheinland-pfälzischen Innenministeriums, war von 1967 bis 1971 Persönlicher Referent des Innenministers August Wolters und fungierte danach bis 1973 als Personalreferent im Innenministerium. Später wurde er Hauptgeschäftsführer der Landesvereinigung rheinland-pfälzischer Unternehmerverbände sowie Hauptgeschäftsführer des Verbandes der pfälzischen Industrie.

## Öffentliche Ämter
Stollenwerk war von 1973 bis 1976 Landrat des Kreises Ahrweiler. Er amtierte von 1976 bis 1984 als Staatssekretär im Kultusministerium und von 1984 bis 1988 als Staatssekretär im Ministerium für Wirtschaft und Verkehr des Landes Rheinland-Pfalz.